# Хосе Луїс Абахо
Хосе Луїс Абахо  (ісп. José Luis Abajo, 22 червня 1978) - іспанський фехтувальник, олімпійський медаліст.

## Біографія
Народився 1978 року в Мадриді. 2000 року став володарем срібної медалі чемпіонату Європи. 2006 року виборов срібло на чемпіонаті світу. 2008 року брав участь в Олімпійських іграх у Пекіні, де завоював бронзову медаль. 2009 року став бронзовим призером чемпіонату світу. На чемпіонаті Європи 2014 року став володарем срібної медалі.

## Виступи на Олімпіадах
| Олімпіада  | Дисципліна      | Місце |
| ---------- | --------------- | ----- |
| Пекін 2008 | шпага, особисті | 3     |